# Емері Леман
Емері Леман (13 червня 1996 , Чикаго ) — американський ковзаняр, олімпійський медаліст.

## Олімпійські ігри
| Рік  | Місто                     | 1500 метрів | 5000 метрів | 10000 метрів | Командне переслідування |
| ---- | ------------------------- | ----------- | ----------- | ------------ | ----------------------- |
| 2014 | Сочі, Росія               | —           | 16          | 10           | —                       |
| 2018 | Пхьончхан, Південна Корея | —           | 21          | —            | 8                       |
| 2022 | Пекін, Китай              | 11          | 16          | —            | 3                       |